# Mieduniszki Małe
Mieduniszki Male (Duits: Klein Medunischken) is een dorp in de Poolse Woiwodschap Ermland-Mazurië, in het district Powiat Goldapski. De plaats maakt deel uit van de landgemeente Banie Mazurskie en ligt 10 kilometer ten westen van Banie Mazurskie, 22 kilometer ten westen van Goldap en 114 kilometer ten oosten van Olsztyn. Voor 1945 lag het in Duitsland. Het telt 130 inwoners.